# Собрескобіо
Собрескобіо (ісп. Sobrescobio, аст. Sobrescobiu) — муніципалітет в Іспанії, у складі автономної спільноти Астурія. Населення — 873 осіб (2009).
Муніципалітет розташований на відстані близько 340 км на північний захід від Мадрида, 35 км на південний схід від Ов'єдо.
Муніципалітет складається з таких паррокій: Ладінес, Овіньяна, Сан-Андрес-де-Агуес.

## Демографія
Динаміка населення (INE ):

## Галерея зображень

Розташування муніципалітету